# Bjambyn Rinčen
Bjambyn Rinčen (mongolsky Бямбын Ринчен; 25. prosince 1905 – 4. března 1977) byl mongolský spisovatel a vědec. Po matce pocházel se starého mongolského klanu Bordžiginů. Bjambyn Rinčen překládal z několika jazyků, mezi jinými i z češtiny a ruštiny. Ovládal celkem 20 jazyků. Byl přítelem českého mongolisty Pavla Pouchy.
Jeho syn Rinčengín Barsbold je přední mongolský paleontolog.